# Tulipa patens
Tulipa patens är en liljeväxtart som beskrevs av Carl Adolph Agardh, Schult. och Julius Hermann Schultes. Tulipa patens ingår i släktet tulpaner, och familjen liljeväxter. Inga underarter finns listade.

## Bildgalleri

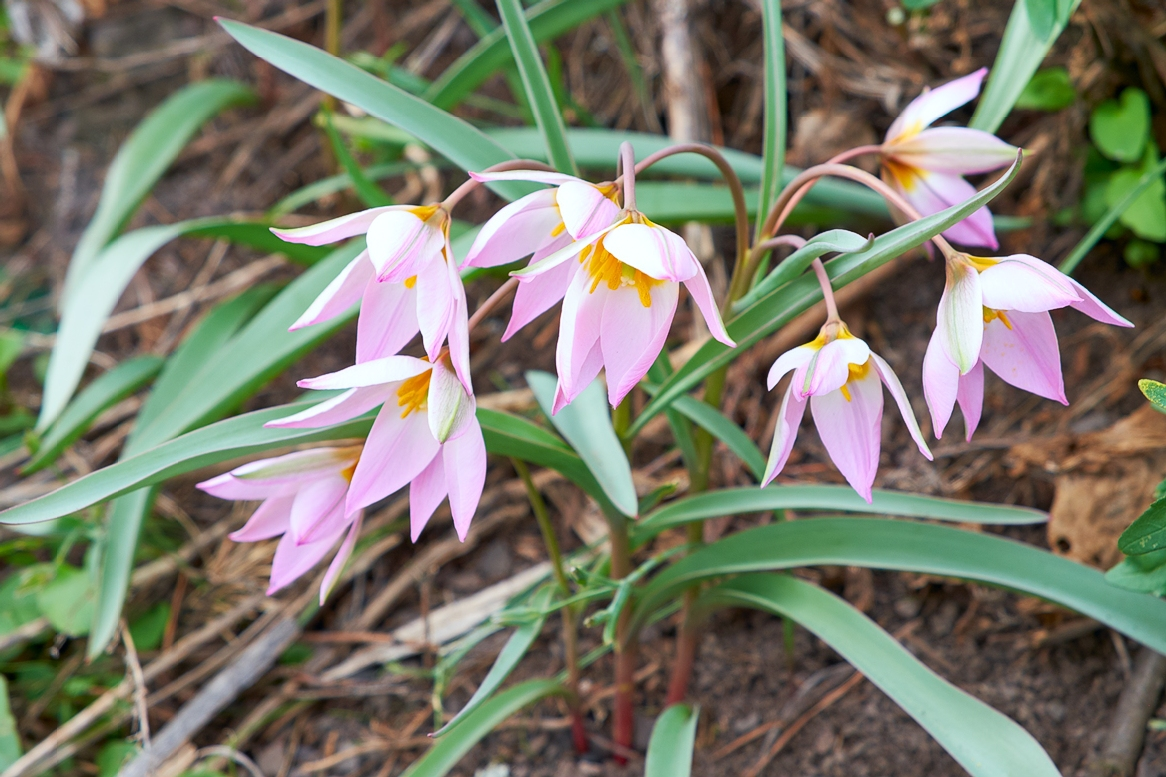